# Fenris (1871)
Fenris, officiellt HM Pansarbåt Fenris, var en monitor/3. klass pansarbåt i den svenska flottan. 1877 utrustades hon med en tiopipig kulspruta M/75. Såldes 1905 och byggdes om till motorseglare för att efter det bli motorpråm under namnet Liss.